# Tadeusz Dominik

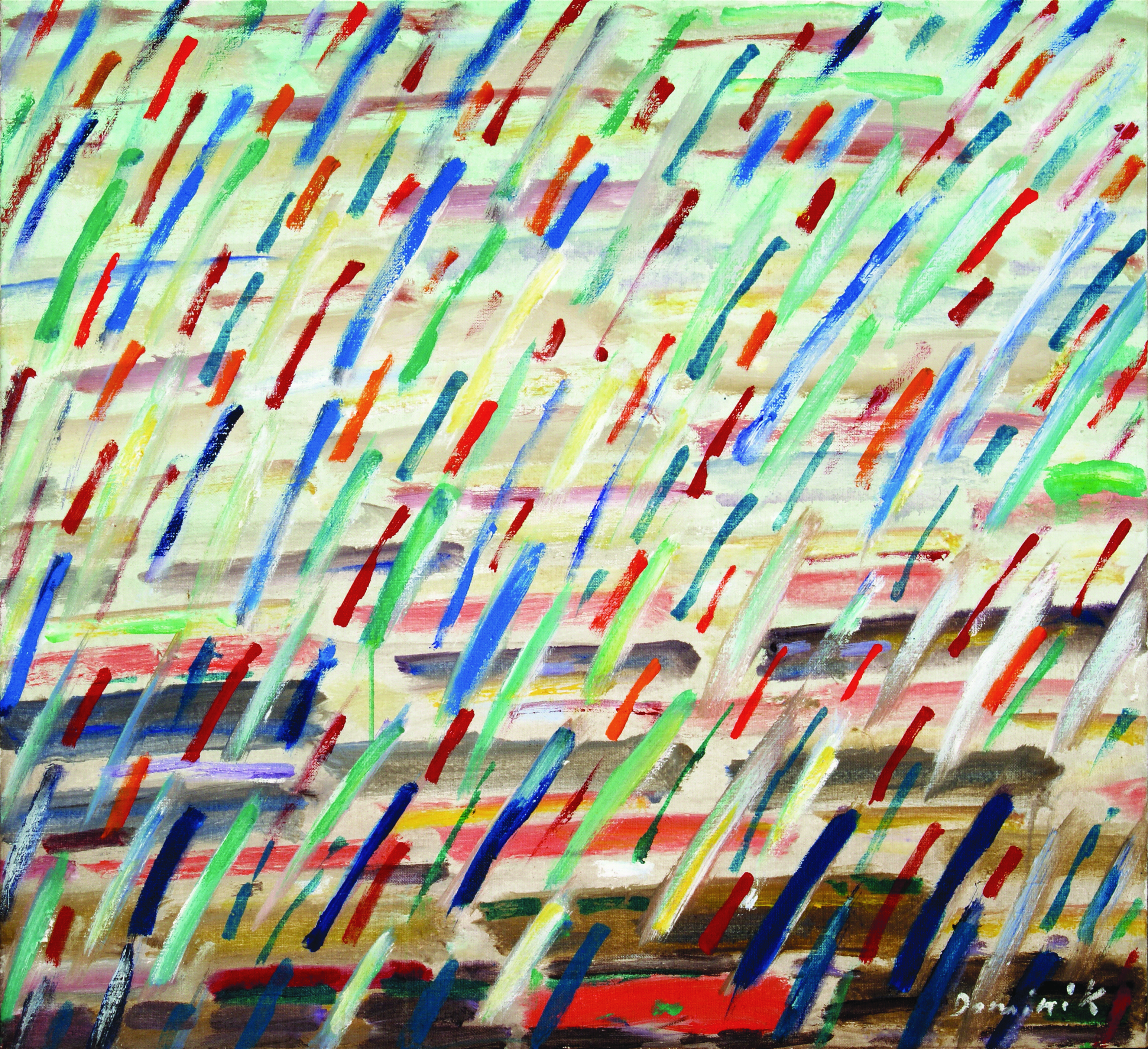
Tadeusz Dominik, Utan titel, 1985

Tadeusz Dominik, född 14 januari 1928, död 20 maj 2014, var en polsk målare, grafiker, skulptör, skapare av konstnärliga tyger och keramik.

## Biografi
1946-1951 studerade han måleri vid konsthögskolan i Warszawa. Han fick sin examen 1953 efter studier med professor Jan Cybis. Innan han fick den blev han assistent i prof. Wacław Waśkowski vid grafiska fakulteten. Han var stipendiat för den franska regeringen (1958-1959) och Ford Foundation (1961-1962).